# Depresiunea Făgăraș
Depresiunea Făgărașului, cunoscută și sub numele de "Țara Făgărașului" sau "Țara Oltului", este o depresiune de eroziune, situată în partea centrală a României, în zona marginală de sud a Depresiunii colinare a Transilvaniei, intrând în contact direct cu munții Făgăraș. 

## Limite
Depresiunea este delimitată la nord de Podișul Hârtibaciului, care este la rândul său o subdiviziune a Podișului Târnavelor, la est de munții Perșani, la vest de depresiunea Sibiului și la sud de munții Făgăraș. Depresiunea este drenată de la est la vest de râul Olt și de numeroșii si afluenți, care formează aici cea mai densă rețea hidrografică din țară.

## Relief
Cu o suprafață de aproximativ 1000 kilometri pătrați, depresiunea Făgăraș are o altitudine medie de 500 m. Este de fapt o câmpie aluvio-proluvială etajată, formată dintr-o îmbinare de glacisuri piemontane, dezvoltate la contactul cu muntele, din terasele și luncile extinse în lungul văii Oltului și afluenților săi.

## Climă
Este răcoroasă (media termică anuală fiind de aproximativ 6-8 grade C), cu inversiuni termice în sezonul rece al anului și cu precipitații bogate (de 700-850 mm/anual).

## Vegetație
Cuprinde pajiști și pășuni ce alternează cu pâlcuri de păduri de fag și stejar. Tot în depresiunea Făgăraș se află și renumită poiană cu narcise de la Dumbrava Vadului.

## Agricultură
Predomină culturile de cartof, cereale și plante tehnice. Creșterea vitelor (bovine, bubaline) reprezintă principala ocupație a locuitorilor.

## Sursă
- Enciclopedia Geografică a României de Dan Ghinea